# Arès Ludovisi
L'Ares Ludovisi est une sculpture romaine en marbre représentant Mars. Il s'agit d'une copie du IIe siècle, à partir d'une œuvre grecque de la fin du IVe siècle av. J.-C., associée à Scopas ou Lysippe : ainsi, le dieu romain de la guerre reçoit son nom grec, Ares. Elle est aujourd'hui conservée au Palazzo Altemps, à Rome.

## Description
Arès/Mars est dépeint comme jeune et imberbe, et assis sur un trophée d'armes, tandis qu'un Éros joue sur ses pieds, en attirant l'attention sur le fait que le dieu de la guerre, dans un moment de repos, est présenté comme un objet d'amour. Au XVIIIe siècle, le connaisseur Johann Joachim Winckelmann, homme avec un œil avisé pour la beauté masculine, a trouvé l'Arès Ludovisi Ares comme étant le plus beau Mars conservé de l'Antiquité, lorsqu'il a écrit le catalogue de la collection Ludovisi. 

## Historique
Redécouverte en 1622, la sculpture faisait à l'origine partie du temple de Mars (fondé en 132 avant notre ère dans la partie sud du Campus Martius), dont quelques traces subsistent, il a été retrouvé à proximité du site de l'église de San Salvatore in Campo. La sculpture a trouvé sa place dans la collection formée par le cardinal Ludovico Ludovisi (1595–1632), neveu du pape Grégoire XV à la villa et les jardins, construite près de la Porta Pinciana, sur le site où Jules César et son héritier, Octave (Auguste), avaient fait leur villa. La sculpture a été légèrement restaurée par le jeune Bernin, qui a restauré ses surfaces et - discrètement - fourni un pied droit; il était également sans doute en grande partie auteur de l'Eros.

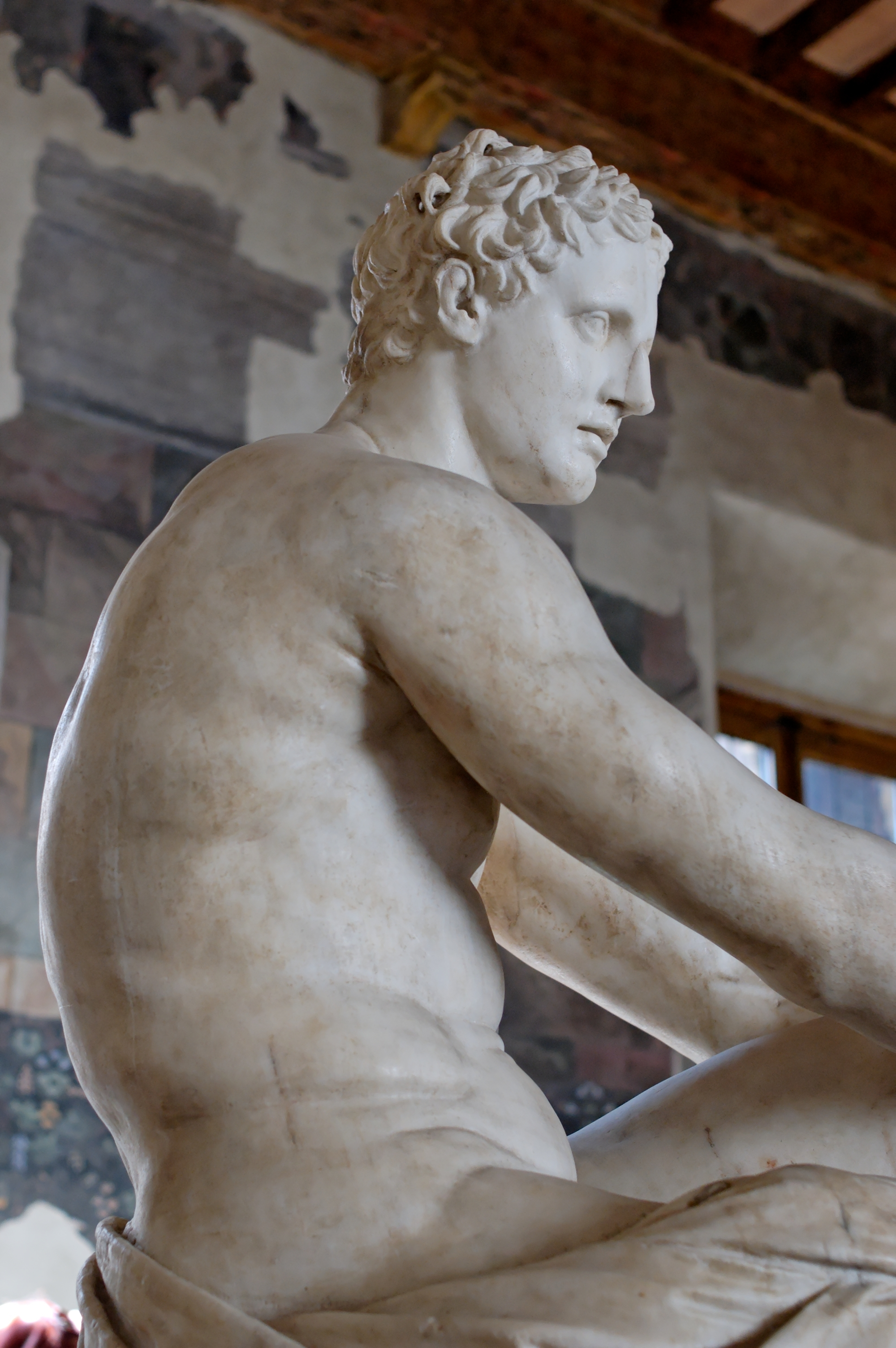
L'Arès Ludovisi

La sculpture a été une découverte sensationnelle. Une médaille de bronze de l'Arès Ludovisi se trouve à l'Ashmolean Museum, à Oxford. Plus tard, l'Ares Ludovisi a été une des vedettes des antiquités devant être vues dans le cadre du grand tour. Giambattista Piranesi, fils de Francesco, en fait une gravure à la Villa Ludovisi en 1783. Des moulages de l'Ares Ludovisi ont trouvé leur place dans des collections de musée, comme la  et ont influencé plusieurs générations d'étudiants de style Néoclassique et académique.
En 1901, l'éventuel héritier, le prince Boncompagni-Ludovisi, a vendu les antiquités Ludovisi aux enchères. L'État italien a acheté 96 objets, le reste étant dispersé parmi les musées d'Europe et des États-Unis. L'Ares est conservé dans la section du Musée National Romain, qui se trouve au Palazzo Altemps, à Rome.
Une représentation de la statue est utilisée comme emblème par le club grec Aris Salonique.

## Biographie
- Francis Haskell et Nicholas Penny, 1981. Le goût et l'Antique: the Lure of Classical Sculpture 1500-1900. (Yale University Press) cat. pas de. 58.